# Kristina Kalesinskaitė
Kristina Kalesinskaitė (Kaunas, 24 dicembre 1969) è un'ex cestista lituana, fino al 1989 sovietica.

## Carriera
Con la Lituania ha disputato i Campionati mondiali del 1998 e i Campionati europei del 1999.